# Tusse
Tousin Michael Chiza (født 1. januar 2002), også kendt som Tusse, er en congolesisk-svensk sanger. Han skal repræsentere Sverige ved Eurovision Song Contest 2021 i Rotterdam med sangen "Voices".

## Opvækst
Tusse blev født i DR Congo, hvorfra han flygtede med sin familie, da han var otte år, på grund af krig. Under flugten blev han adskilt fra sine forældre, og han kom alene til Sverige. Efter nogle år blev han som 13-årig optaget i en familie i Dalarna.

## Karriere
Tusses blev første gang landskendt i Sverige, da han deltog i konkurrencen Talang 2018, hvor han under sit fødenavn nåede til semifinalen. Året efter deltog han i Idol, som han vandt, og han har haft flere svenske hits, blandt andet med en udgave af Whitney Houstons "How Will I Know". Da han blev udvalgt til at deltage i Melodifestivalen 2021, var han fra begyndelsen en af favoritterne med sangen "Voices", skrevet af Joy Deb, Linnea Deb, Jimmy "Joker" Thörnfeldt og Anderz Wrethov. Tusse var med i tredje delkonkurrence, hvorfra han sammen med den tidligere dobbelte melodifestival-vinder Charlotte Perrelli kvalificerede sig direkte til finalen. I finalen vandt han en sikker sejr; de internationale juryer gav ham et forspring på ti point til Eric Saades bidrag, og da han fik næsten tre millioner stemmer fra de svenske seere, opnåede han samlet 175 point mod Saades 118 på andenpladsen.